# La grande finale
La grande finale (The Grand Finale) è il film documentario ufficiale della 18ª Coppa del Mondo FIFA, giocata in Germania dal 9 giugno al 9 luglio 2006.

## Trama
Il film documentario comincia con la gara inaugurale tra Germania e Costa Rica, giocata a Monaco e terminata 4-2 per i tedeschi con uno spettacolare gol di Lahm che apre le marcature.
Successivamente vengono mostrate le immagini di altre partite come la vittoria della Spagna sull'Ucraina per 4-0, la goleada dell'Argentina sulla Serbia e Montenegro nell'incontro finito 6-0 e alcune gare vinte con molta fatica dalle principali nazionali europee, tra cui la vittoria dell'Inghilterra su Trinidad e Tobago per 2-0 (risultato inchiodato sullo 0-0 fino al minuto 83), il 2-1 dell'Paesi Bassi sulla Costa d'Avorio, il 2-0 della Francia sul Togo (se non fossero arrivati i 3 punti i francesi sarebbero stati eliminati al 1º turno come nel 2002).
Tra le gare narrate nella fase ad eliminazione diretta da ricordare l'ottavo di finale tra Portogallo e Paesi Bassi, vinto 1-0 dai lusitani, in cui vennero espulsi complessivamente ben 4 giocatori su 22, e i quarti di finale Germania-Argentina e Inghilterra-Portogallo.
Nel primo quarto, giocato il 30 giugno a Berlino, gli argentini passano al 49° con un colpo di testa di Ayala e i tedeschi pareggiano con Klose all'80º minuto. Il risultato non cambia neanche dopo i tempi supplementari e sono necessari i rigori:
i teutonici realizzano tutti i tiri dal dischetto, mentre i sudamericani falliscono con Ayala e Cambiasso ed escono dal Mondiale.
Si decide ai rigori anche l'altra sfida, giocata il 1º luglio a Gelsenkirchen tra portoghesi e inglesi; dopo lo 0-0 dei 120 minuti di gioco, i lusitani la spuntano per 3-1 ai rigori, conquistando un posto in semifinale per la prima volta dopo il 1966, mentre per gli inglesi si tratta della terza eliminazione ai rigori nelle ultime 5 edizioni dopo quelle del 1990 (contro la Germania Ovest) e del 1998 (contro l'Argentina).
Il 4 e il 5 luglio si giocano le semifinali: nella prima sfida s'incontrano Germania e Italia a Dortmund e al termine dei 90 minuti il risultato è bloccato sullo 0-0. La gara è decisa negli ultimi minuti; al 119', da un angolo battuto da Del Piero, Pirlo serve Fabio Grosso che, calciando di prima, batte Jens Lehmann portando in vantaggio l'Italia e al 120°, con i tedeschi in attacco, Del Piero batte per la seconda volta Lehmann finalizzando un contropiede che consente all'Italia di giocare la finale per il 1º e 2º posto.
Nella seconda semifinale, giocata a Monaco, la Francia batte il Portogallo 1-0 con rete di Zinédine Zidane al 30° su rigore, dopo aver eliminato negli ottavi di finale la Spagna per 3-1 e nei quarti di finale il Brasile di Ronaldo e Ronaldinho per 1-0, qualificandosi per la seconda volta nelle ultime tre edizioni alla finalissima.
Il 9 luglio 2006, all'Olympiastadion di Berlino, italiani e francesi si contendono l'ambito trofeo. Dopo 7 minuti la Francia passa in vantaggio su rigore con Zidane e al 19° l'Italia pareggia con un colpo di testa di Materazzi. I due giocatori sono protagonisti anche nel secondo tempo supplementare; Zidane viene espulso dall'arbitro per avere dato una testata in pieno petto al difensore azzurro e i transalpini sono costretti a giocare in 10 contro 11 gli ultimi 9 minuti dell'incontro.
Per la seconda volta nella storia dei Mondiali, dopo la finale di USA '94 a Los Angeles tra Italia e Brasile, sono necessari i rigori per sbloccare il risultato: decisivo risulterà l'errore di Trezeguet al secondo tentativo dei bleus; l'Italia infatti non sbaglia e il quinto decisivo rigore di Fabio Grosso fa terminare l'incontro, che finisce 5-3 e decreta l'Italia Campione del Mondo per la 4ª volta nella storia, 24 anni dopo il successo di Madrid contro la Germania Ovest.

## Gare narrate
| Gara                 | Squadra 1   | Squadra 2           | Risultato                 | Note               |
| -------------------- | ----------- | ------------------- | ------------------------- | ------------------ |
| Prima fase, gruppo A | Germania    | Costa Rica          | 4-2                       | Partita inaugurale |
| Prima fase, gruppo B | Inghilterra | Trinidad e Tobago   | 2-0                       |                    |
| Prima fase, gruppo C | Argentina   | Serbia e Montenegro | 6-0                       |                    |
| Prima fase, gruppo C | Paesi Bassi | Costa d'Avorio      | 2-1                       |                    |
| Prima fase, gruppo E | Rep. Ceca   | Italia              | 0-2                       |                    |
| Prima fase, gruppo E | Ghana       | Stati Uniti         | 2-1                       |                    |
| Prima fase, gruppo F | Australia   | Giappone            | 3-1                       |                    |
| Prima fase, gruppo F | Croazia     | Australia           | 2-2                       |                    |
| Prima fase, gruppo G | Francia     | Togo                | 2-0                       |                    |
| Prima fase, gruppo H | Spagna      | Ucraina             | 4-0                       |                    |
| Ottavi di finale     | Portogallo  | Paesi Bassi         | 1-0                       |                    |
| Ottavi di finale     | Brasile     | Ghana               | 3-0                       |                    |
| Quarti di finale     | Germania    | Argentina           | 5-3 (d.c.r.) (1-1 d.t.s.) |                    |
| Quarti di finale     | Inghilterra | Portogallo          | 1-3 (d.c.r.) (0-0 d.t.s.) |                    |
| Quarti di finale     | Brasile     | Francia             | 0-1                       |                    |
| Semifinale           | Germania    | Italia              | 0-2 (d.t.s.)              |                    |
| Semifinale           | Portogallo  | Francia             | 0-1                       |                    |
| Finale               | Italia      | Francia             | 6-4 (d.c.r.) (1-1 d.t.s.) |                    |